# بودتش (ناحیه ژدار ناد سازاوو)
بودتش (به چکی: Budeč) یک منطقهٔ مسکونی در جمهوری چک است که در ناحیه ژدار ناد سازاووو واقع شده‌است. بودتش ۵٫۳۹ کیلومتر مربع مساحت و ۱۸۳ نفر جمعیت دارد و ۵۸۰ متر بالاتر از سطح دریا واقع شده‌است.